# 加藤英治
加藤 英治（かとう えいじ、1948年4月24日 - ）は、愛知県出身の元プロ野球選手。ポジションは投手。

## 来歴・人物
PL学園高校では、2年生の時に、エースとして1965年の春の選抜に出場。準々決勝で高松商の小坂敏彦と投げ合うが敗退。同年夏の大阪大会では準決勝で福本豊、高橋二三男のいた大鉄高に敗れる。1年上のチームメートに福嶋久晃、得津高宏、長井繁夫がいた。
翌1966年の春の選抜にも連続出場するが、1回戦で、同年に春夏連覇を果たす中京商に敗れた。同年夏の大阪大会ではまたも準々決勝で大鉄高に敗退し、甲子園出場を逸する。この時の高校同期で四番打者、一塁手であった加藤秀司は、後に「英司」と改名したため、両者を間違いやすい。他に同期では二塁手の野口善男がプロ入りしている。
関西屈指の本格派右腕として注目され、速球、カーブを武器とした。
1966年第1次ドラフト会議で近鉄バファローズから1位指名を受け入団。1年目に一軍に上がり8月には初先発を果たすが、翌年以降は登板機会がなく1969年に引退した。

## 詳細情報

### 年度別投手成績
| 年 度     | 球 団     | 登 板 | 先 発 | 完 投 | 完 封 | 無 四 球 | 勝 利 | 敗 戦 | セ 丨 ブ | ホ 丨 ル ド | 勝 率 | 打 者 | 投 球 回 | 被 安 打 | 被 本 塁 打 | 与 四 球 | 敬 遠 | 与 死 球 | 奪 三 振 | 暴 投 | ボ 丨 ク | 失 点 | 自 責 点 | 防 御 率 | W H I P |
| --------- | --------- | ----- | ----- | ----- | ----- | -------- | ----- | ----- | -------- | ----------- | ----- | ----- | -------- | -------- | ----------- | -------- | ----- | -------- | -------- | ----- | -------- | ----- | -------- | -------- | ------- |
| 1967      | 近鉄      | 4     | 1     | 0     | 0     | 0        | 0     | 0     | --       | --          | ----  | 32    | 7.1      | 6        | 1           | 5        | 0     | 2        | 7        | 0     | 0        | 3     | 3        | 3.86     | 1.50    |
| 通算：1年 | 通算：1年 | 4     | 1     | 0     | 0     | 0        | 0     | 0     | --       | --          | ----  | 32    | 7.1      | 6        | 1           | 5        | 0     | 2        | 7        | 0     | 0        | 3     | 3        | 3.86     | 1.50    |

### 記録
- 初登板：1967年6月3日、対南海ホークス6回戦（日本生命球場）、6回表に3番手で救援登板、2回1失点
- 初先発登板：1967年8月20日、対西鉄ライオンズ21回戦（日本生命球場）、2回1/3無失点で勝敗つかず

### 背番号
- 15（1967年 - 1968年）
- 46（1969年）